# Sato Yukihiko
Yukihiko Sato (sinh ngày 11 tháng 5 năm 1976) là một cầu thủ bóng đá người Nhật Bản.

## Sự nghiệp câu lạc bộ
Yukihiko Sato đã từng chơi cho Shimizu S-Pulse, Montedio Yamagata, FC Tokyo, Yokohama F. Marinos, Kashiwa Reysol, Vegalta Sendai và V-Varen Nagasaki.